# Liste des maires d'Aviernoz

## Liste des maires
| Période                                  | Période   | Identité                  | Étiquette   | Qualité                   |
| ---------------------------------------- | --------- | ------------------------- | ----------- | ------------------------- |
| 1724                                     | 1724      | Claude Métral dit Boffot  | ...         | syndic                    |
| 1728                                     | 1728      | Pierre Encrenaz           |             | syndic                    |
| 1734                                     | 1734      | Claude Métral dit Soudan  | ...         | syndic                    |
| v.1799                                   | v.1812    | Joseph Métral dit Biollay | ...         | maire                     |
| 1860                                     | 1861      | Antoine Bévillard         | ...         | maire                     |
| 1861                                     | 1863      | Antoine Juillard          | ...         | maire                     |
| 1863                                     | 1866      | François Métral           | ...         | maire                     |
| 1866                                     | 1876      | Joseph Bocquet            | ...         | maire                     |
| 1876                                     | 1876      | Antoine Juillard          | ...         | maire                     |
| 1876                                     | 1878      | Joseph Métral-Bardet      | ...         | maire                     |
| 1878                                     | 1884      | Antoine Juillard          | ...         | maire                     |
| 1884                                     | 1886      | Claude Convers            | ...         | maire                     |
| 1886                                     | 1893      | Antoine Juillard          | Républicain | maire, conseiller général |
| 1893                                     | 1904      | Claude Convers            | ...         | maire                     |
| 1904                                     | 1919      | Hyppolite Mouthon         | ...         | maire                     |
| 1919                                     | 1935      | Théophile Métral          | ...         | maire                     |
| 1935                                     | 1943      | Antoine Métral            | ...         | maire                     |
| 1943                                     | 1944      | Claudius Bévillard        | ...         | maire                     |
| 1944                                     | mars 1977 | Marcel Encrenaz           | ...         | maire                     |
| mars 1977                                | mars 2001 | Renaud Métral-Boffod      | ...         | maire                     |
| mars 2001                                | mars 2008 | Jean Duret                | ...         | maire                     |
| mars 2008                                | mars 2014 | Claude Clerc              | MODEM       | maire                     |
| mars 2014                                | ...       | Claude Jacob              | ...         | maire                     |
| Les données manquantes sont à compléter. |           |                           |             |                           |

## Pour approfondir